# Dampturbine
En dampturbine er en turbine, der drives af vanddamp ved højt tryk og høj temperatur. Vanddampen ekspanderer fra det høje tryk til et lavt tryk igennem turbineskovle fastgjort på en rotor, som derved bringes til at rotere.
Rotoren kan sammenkobles med en elektrisk generator, som producerer elektricitet, eller gennem et gear drive skruen i et skib.